# 堡壘：戴安娜
《堡壘：戴安娜》（英語：Citadel: Diana）是一部意大利間諜動作驚悚電視劇，由阿納多·卡提納里執導，亞歷桑德羅·法布里開發和編劇，瑪蒂爾達·德·安傑利斯主演。該劇是2023年美國電視劇《堡壘》的衍生外傳，亦是《堡壘》間諜宇宙的第二部作品，劇情設定於意大利，講述堡壘特工組織意大利分部的故事。
該劇2024年10月10日於Amazon Prime Video首播。

## 演員
- 瑪蒂爾達·德·安傑利斯
- 洛倫佐·切瓦西奧（Lorenzo Cervasio）
- 莫瑞吉奧·洛姆巴迪（義大利語：Maurizio Lombardi）
- 茱莉亞·皮雅頓（英语：Julia Piaton）
- 夏可拉·露坦（英语：Thekla Reuten）
- 丹妮爾·保洛尼（Daniele Paoloni）
- 伯恩哈德·許茨（德语：Bernhard Schütz）

## 製作

### 發展
2018年，亞馬遜工作室的詹妮弗·薩爾克（Jennifer Salke）提議製作一部由羅素兄弟開發間諜電視劇集《堡壘》。翌年，劇組宣佈該劇將會是一個間諜電影宇宙的首部曲，隨後將會製作更多不同語言和以不同國家為背景的衍生劇集。2020年1月，三部分別設定於印度、意大利和墨西哥的衍生劇集宣佈開始製作，其中意大利的衍生劇集將會由亞馬遜和隸屬於ITV工作室的Cattleya聯合製作。
2023年5月26日，《堡壘》第一季季終集的片尾釋出該劇的前導預告，並定名為《堡壘：戴安娜》（Citadel: Diana）。同時，亞馬遜在當天宣佈該劇將會由阿納多·卡提納里執導，亞歷桑德羅·法布里擔任開發和領銜編劇，伊拉莉雅・貝爾納迪尼、勞拉·科萊拉、佐丹娜·馬里（Giordana Mari）和詹盧卡·帕柳卡（Gianluca Bernardini）共同編劇，吉娜·加迪尼（Gina Gardini）、AGBO的羅素兄弟、安哲·里梅克、邁克·拉羅卡、安吉拉·羅素-奧斯托（Angela Russo-Ostot）、斯科特·涅梅斯（Scott Nemes）和大衛·威爾將會出任執行製作人。

### 選角
該劇在釋出前導預告當天同時公佈主演陣容，包括瑪蒂爾達·德·安傑利斯、洛倫佐·切瓦西奧（Lorenzo Cervasio）、莫瑞吉奧・洛姆巴迪、茱莉亞·皮雅頓、夏可拉·露坦、丹妮爾·保洛尼（Daniele Paoloni）和伯恩哈德·許茨。

### 拍攝
該劇於意大利拍攝和製作，主體拍攝於2022年10月12日開始，並在2023年3月尾至4月初殺青。

## 發行
該劇將會於2024年首播。